# Nikos Kotzias

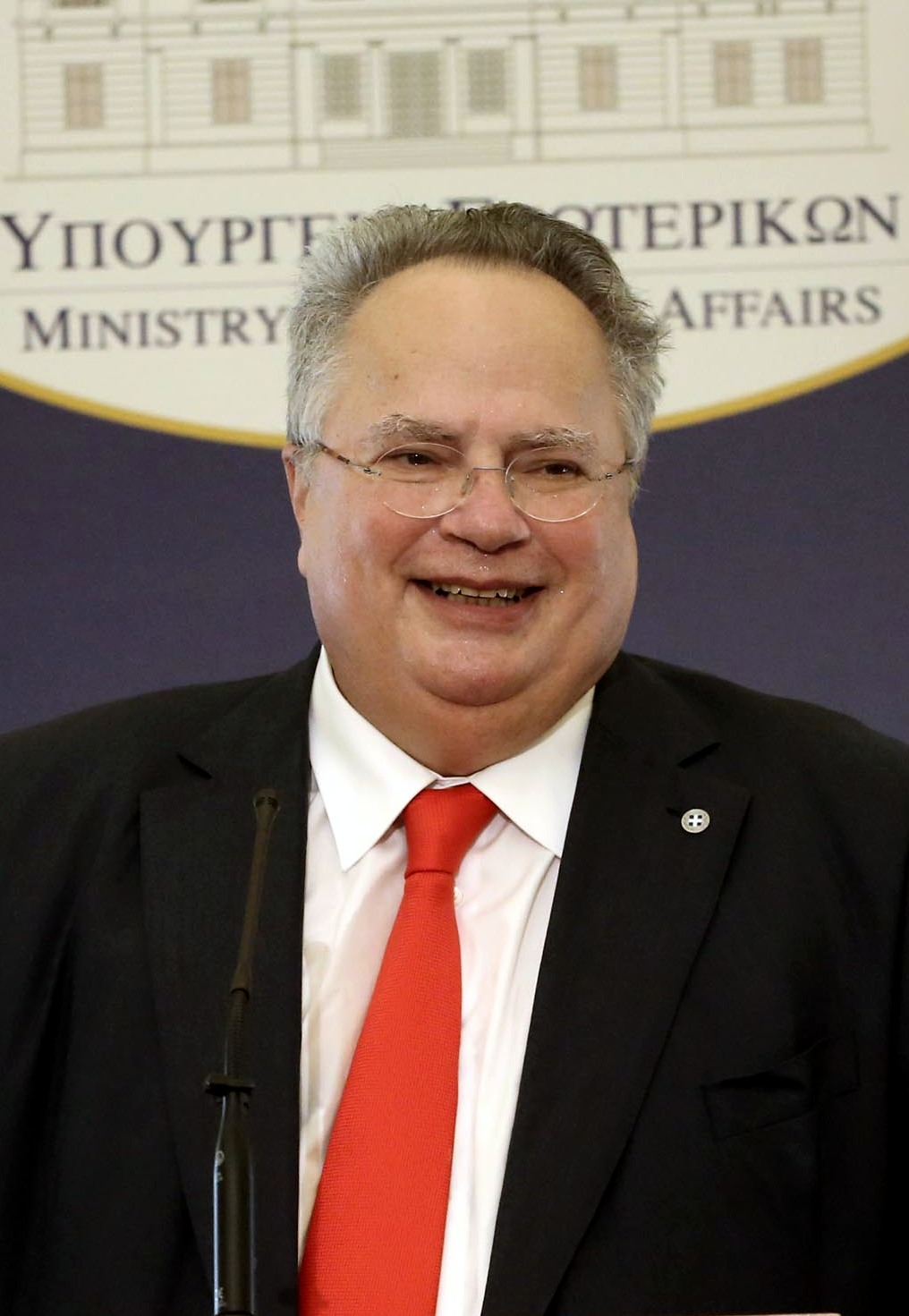
Nikos Kotzias

Nikos Kotzias (griechisch Νίκος Κοτζιάς, * 21. Dezember 1950 in Athen) ist ein griechischer Politologe und Politiker. Er war Außenminister im Kabinett Tsipras I (27. Januar 2015 bis 28. August 2015) und im Kabinett Tsipras II (23. September 2015 bis 17. Oktober 2018), beides als Parteiloser.

## Leben
Kotzias studierte Volkswirtschaftslehre und Politische Wissenschaft in Athen und Gießen. Er war bereits als Student in der Lambrakis-Jugend engagiert und während der Militärdiktatur in Griechenland Mitglied des Zentralrats der kommunistischen Jugendorganisation KNE und Sekretär der Föderation der griechischen Studentenvereinigungen in Deutschland sowie der Koordinationsstelle der gegen die Diktatur gerichteten Studentenorganisationen. Später war er Mitglied des Zentralkomitees der Kommunistischen Partei Griechenlands (KKE) und er wurde mehrfach von Militärgerichten verurteilt.
Heute bezeichnet er sich nicht mehr als Kommunist oder Marxist.
Er verklagte die Kulturzeitschrift „The Athens Review of Books“, weil diese in einer Artikelserie an die Tätigkeit Kotzias' in verschiedenen kommunistischen Parteien und an seine Ko-Autorenschaft eines vom DDR-Wissenschaftler Manfred Buhr herausgegebenen Buches erinnerte. Die Klage wurde in der griechischen Öffentlichkeit als Angriff auf die Pressefreiheit gewertet. Die verklagte Zeitschrift will den Fall vor den EGMR bringen.
Kotzias war als Wissenschaftler an den Universitäten Harvard, Marburg und Oxford tätig. In Marburg war er Präsident der FEG (Forschungsgruppe Europäische Gemeinschaften) Von 1993 bis 2008 war er im diplomatischen Dienst im Außenministerium, ab 2005 im Rang eines Botschafters; er war an Verhandlungen über den Vertrag von Amsterdam, die Agenda 2000, die griechisch-türkischen Beziehungen und die europäische Verfassung beteiligt. Ab 2008 war er Professor für „Politische Theorie und Internationale und Europäische Studien“ an der Universität Piräus. Neben zahlreichen anderen Veröffentlichungen schrieb er 24 wissenschaftliche Bücher, er brachte aber auch eine Sammlung von Gedichten heraus.
Kotzias war als Parteiloser griechischer Außenminister im Kabinett Tsipras I und im Kabinett Tsipras II. Er bezeichnete es 2017 als einen Fehler früherer griechischer Regierungen, Albanien den Status des EU-Beitrittskandidaten ohne Bedingungen gewährt zu haben. Er spielte damit auf den lange schwelenden Streit um die griechische Minderheit in Albanien an. Im Januar 2017 wurde er als engagierter Europäer mit dem Großkreuz des portugiesischen Verdienstordens (Ordem do Mérito) ausgezeichnet. Im April 2018 äußerte Kotzias sich zum (angespannten) Verhältnis zwischen Griechenland und der Türkei (siehe auch Außenpolitik der Türkei#Griechenland).
Am 17. Oktober 2018 trat er im Zuge des Namensstreits mit dem Nachbarland Mazedonien vom Amt des Außenministers zurück, da Verteidigungsminister Kammenos von der ANEL den mit Mazedonien vereinbarten Kompromiss nicht mittragen wollte.
Kotzias ist mit der aus Deutschland stammenden Elisabeth Kotzia verheiratet und hat mit ihr eine Tochter.